# Средний палец (жест)

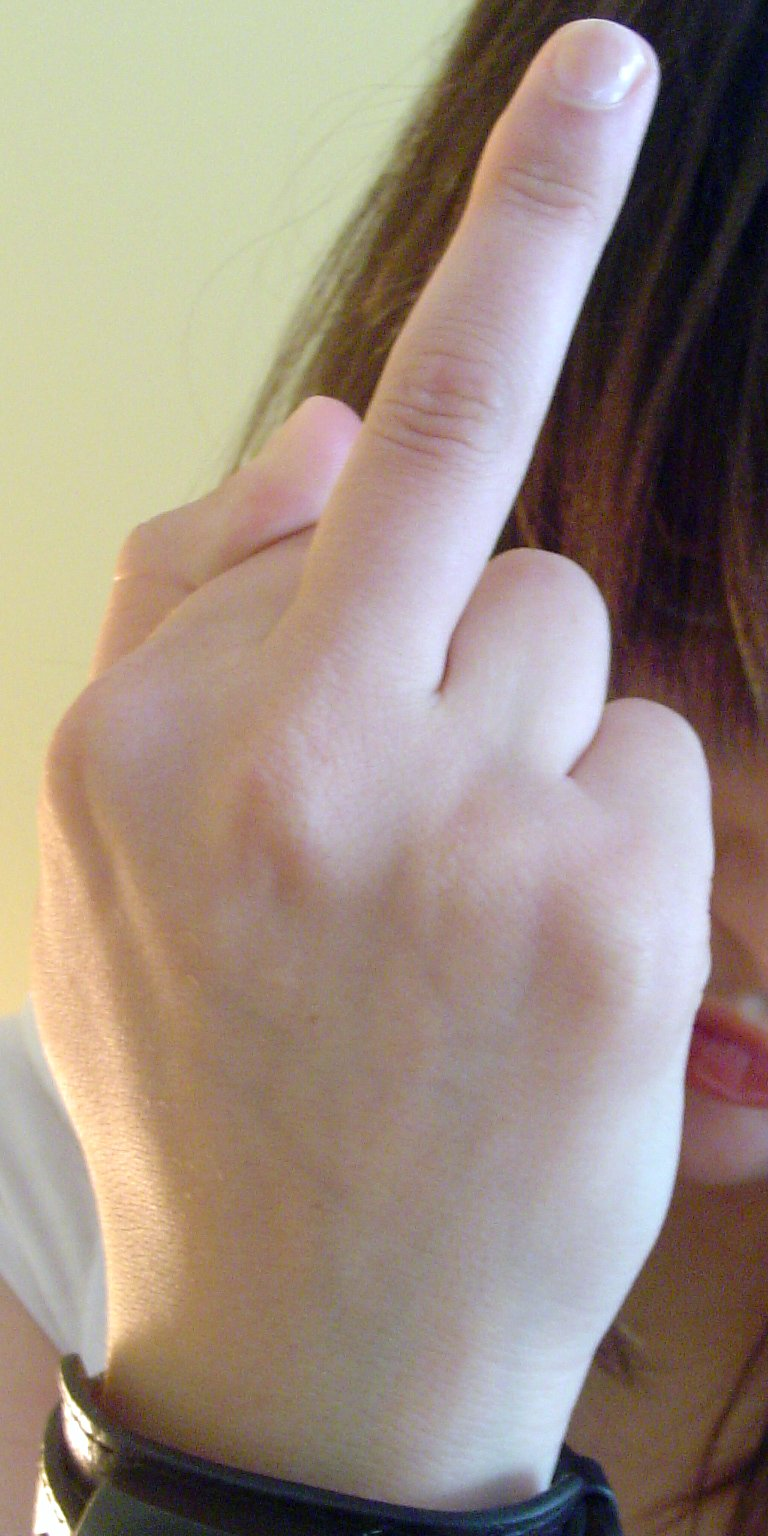
Средний палец

Средний палец, или фак (от англ. fuck), — неприличный жест, заключающийся в том, что средний палец вытягивается вверх или вниз, а остальные четыре пальца прижимаются к ладони. Иногда большой палец не прижимают к ладони, а отставляют в бок, но суть жеста от этого не меняется.
Жест служит требованием оставить в покое, «отвязаться» (в частности, средний палец приставляют к объективу камеры, требуя прекратить съёмку). В англоязычных странах вербальный аналог этого жеста — ругательство «Fuck you» («пошёл на хуй») или требование отстать «Fuck off» (букв. «отъебись»).

## История жеста
По мнению антрополога Дессмонда Мориса, демонстрация среднего пальца, символизирующая демонстрацию полового органа, является одним из самых древних из известных нам и не только жестов. В Древней Греции указывать на кого-то средним пальцем называлось πκιμαλίζειν и считалось тяжким оскорблением и обидой, а сам средний палец именовался срамным (καταπύγων).
В комедии Аристофана «Облака» (эписодий I) Сократ, взявшись обучать наукам простоватого крестьянина Стрепсиада, спрашивает, знает ли он стихотворный размер дактиль (буквально «палец»), на что Стрепсиад с готовностью демонстрирует средний палец, чем глубоко оскорбляет Сократа. Сократ называет это невежеством и ребячеством.
Философ Диоген говорил, что «большинство людей отстоит от сумасшествия на один только палец: если человек будет вытягивать средний палец, его сочтут сумасшедшим, а если указательный, то не сочтут». О нём же рассказывали, что «когда приезжие хотели посмотреть на Демосфена, он указывал на него средним пальцем со словами: „Вот вам правитель афинского народа“».
В Риме жест, а с ним и сам средний палец, назывался digitus impudicus — «бесстыдный палец», также digitus infamis — «позорный палец». Жест упоминается у целого ряда римских классиков, например, в одной из эпиграмм Марциала гордящийся здоровьем старик демонстрирует средний палец врачам. В другой эпиграмме Марциала (II, 28) говорится: «Смейся, Секстиллий, над теми, кто называет тебя педерастом, и показывай им средний палец».
Одновременно (и в связи с обсценным значением) жест служил оберегом от сглаза: в этой роли он упоминается, например, во второй сатире Персия.
На рубеже античности и Средневековья жест воспринимался как обвинение в «позорных действиях» (роли пенетрируемого в анальном сношении двух мужчин), как о том свидетельствует Исидор Севильский.
В Германии демонстрация среднего пальца появилась недавно и связана с именем футболиста Штефана Эффенберга, ответившего таким образом на свист с трибун в свой адрес, после чего в немецком жест иногда упоминается как «палец Эффенберга» (нем. Effenberg-Finger), употребляется также выражение «сделать эффе» (нем. den Effe machen).
Хотя средний палец исторически и символизировал фаллос, он уже потерял свое первоначальное значение и больше не воспринимается как нечто непристойное, считает Айра Роббинс, профессор права Вашингтонского университета, изучавший роль жеста в истории уголовной юриспруденции.
«Это не проявление похотливого интереса, — уверяет эксперт. — Этот жест укоренился в повседневной жизни — как в нашей стране, так и в других. Он означает очень много других вещей — протест, злобу, волнение. Это уже не просто фаллос».
Роббинс даже не разделяет точку зрения журналиста агентства Ассошиэйтед пресс, который назвал этот жест «откровенным». «Что же в нем откровенного? — спрашивает эксперт. — Вот танцы могут быть откровенными. Но палец? Просто не понимаю этого».

## Эквивалентные жесты
Данный жест имеет ряд эквивалентов. Так, например, в Иране аналогом данного жеста является жест со сжатым кулаком и оттопыренным большим пальцем.
Также у жеста существует аналог и в Шри-Ланке, который выполняется сжатием ладони, повёрнутой вверх, в кулак и оттопыриванием указательного пальца вверх.
В Великобритании и Ирландии аналогом выступает видоизменённый жест «победа», при котором поднятые вверх указательный и средний пальцы образуют букву V, большой, безымянный и мизинец прижимаются к ладони, а кисть разворачивается тыльной стороной к человеку, которому обращён жест.
Существующая городская легенда утверждает, что во время Столетней войны французы отрезали средние и указательные пальцы захваченным английским и валлийским лучникам. Таким образом те не могли использовать лук для стрельбы по французам. После битвы при Азенкуре победившие англичане показывали французам средние и указательные пальцы, демонстрируя, что они на месте. Согласно другому варианту этой легенды, перед указанной битвой французы грозились одолеть англичан, причём особо похвалялись арбалетчиками как главной своей ударной силой (спуск арбалета нажимается средним пальцем). После того, как французы проиграли битву, англичане издевательски напоминали им об их похвальбе, показывая им средние пальцы. В этой легенде также говорится о появлении знака «Victory» («Победа»)

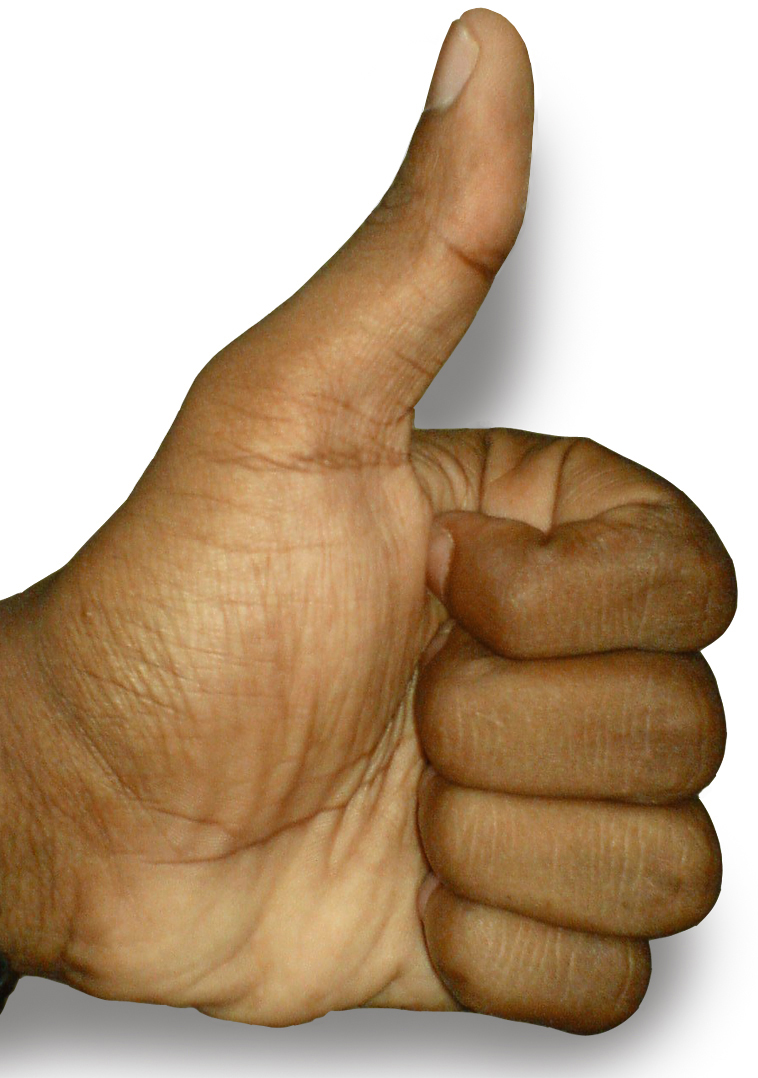
Иранский вариант жеста
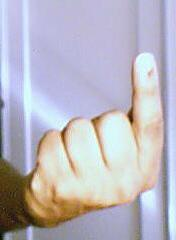
Вариант, употребляемый в Шри-Ланке
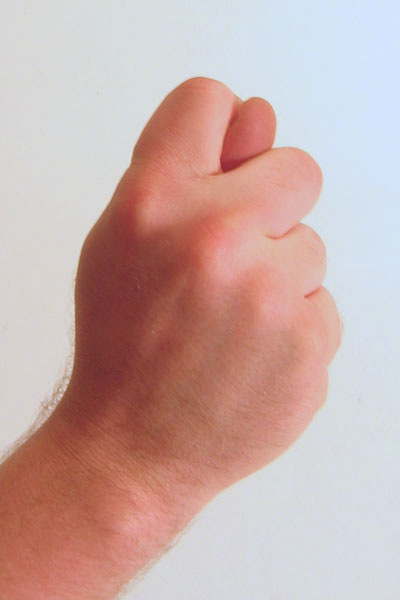
Вариант, употребляемый в Китае. В России имеет значение (шиш)